# ورم الغدة الصنوبرية
ورم الغدة الصنوبرية Pinealoma هو ورم حميد عادة في الغدة الصنوبرية.
تنتج الغدة الصنوبرية هرمون الميلاتونين الذي يلعب دوراً في تنظيم إيقاع الحياة اليومي. وقد يُعطّلُ ورمُ الغدة الصنوبرية إنتاجَ هذا الهرمون، و يسبب الأرق.
وفي كثير من الأحيان، فإن شلل الحملقة نحو الأعلى إلى جانب العديد من النتائج الميكرسكوبية المعروفة بالإجماع أنها متلازمة بارينواد (بالإنجليزية: Parinaud's syndrome)‏ هي الأعراض الفيزيائية الوحيدة المُشاهدة. وهذا يحدث بسبب ضغط مركز الحملقة العمودي في سقف الدماغ الأوسط عند مستوى العصب الثالث القِحفيّ الأُكيْمي الرئيسي. و قد يظهر لدى المرضى أيضاً تشويش حَدَقي وانكماش الجفن (علامة كولر Collier's sign).
قد يسبب ورم الغدة الصنوبرية انقطاع المسارات المُثبطة تحت مهادية، و أحياناً تؤدي إلى إفراز بيتا إتش سي جي (beta-hCG) و تحفيز خلية ليديغ المتسلسلة.
و ثمة أعراض أخرى قد تشمل استسقاء الدماغ، ترنح أو اختلال المشية والبلوغ المبكر.

## أسباب المرض
يمكن أن يحدث ورم الغدة الصنوبرية نتيجة تشعّب أو تكاثر الخلايا الصنوبرية الرئيسية (أورام الخلية الصنوبرية، أو الأورام في الخلية الصنوبرية)، أو الخلايا النجميّة (أو أورام الخلايا النجمية) ، أو الخلايا الجرثومية (أو أورام الخلايا الجرثومية). و تُعد الأورام الجرثومية أكثر الأورام شيوعاً في الغدة الصنوبرية.

## التشخيص
من بين الأنواع المختلفة لأورام الغدة الصنوبرية، يبرز النوع الأكثر تفضيلاً عند التشخيص و هو ورم الخلية الصنوبرية.

## صور إضافية

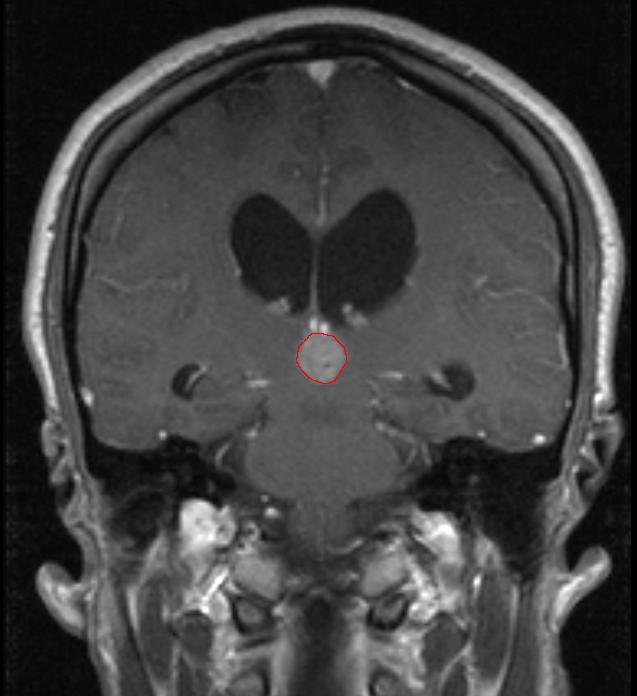
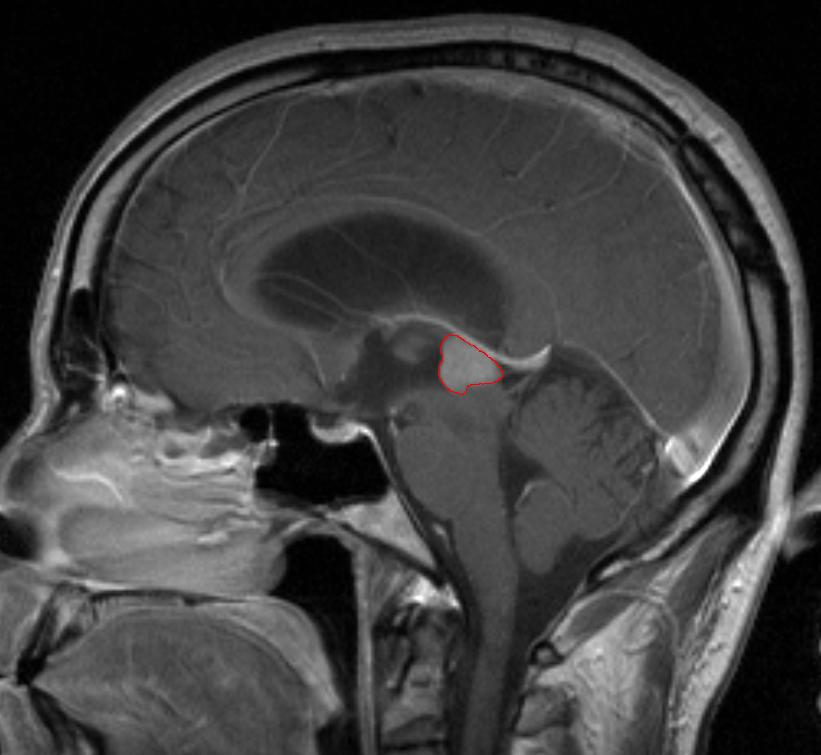